# Bund Deutscher Kriegsopfer, Körperbehinderter und Sozialrentner
Der Bund Deutscher Kriegsopfer, Körperbehinderter und Sozialrentner e. V. (BDKK) ist ein eingetragener Verein mit Sitz in Mettmann, welcher sich um die Kriegsheimkehrer und Hinterbliebenen kümmert und für ihre Interessen eintritt.

## Interessen
Wahrnehmung der sozial- und versorgungspolitischen wie versorgungsrechtlichen Interessen der bezeichneten Personenkreises gegenüber Öffentlichkeit, Gesetzgeber, Regierungen, Verwaltung von Sozialgerichten. Mitwirkung an der Rechtsprechung ehrenamtlicher Sozialrichter in allen drei Instanzen.